# Trhoňka
Rybník Trhoňka se nalézá asi 1 km jižně od obce Bukovka a asi 4 km západně od centra města Lázně Bohdaneč v okrese Pardubice. Rybník se nalézá na potoce Bukovka nad rybníkem Rozhrna. Rybník je v současnosti využíván pro chov ryb. Spolu s nedalekými přilehlými rybníky Dolní Jílovky, Horní Jílovky, Tichý rybník, Rozhrna a Skříň tvoří významnou ornitologickou oblast vodního ptactva.
Na hrázi rybníka se nalézá konečné zastavení naučné stezky Pernštejnskými rybníky, která seznamuje návštěvníky s historií a současností zdejšího rybníkářství a s rozmanitostí přírodních krás.

## Galerie

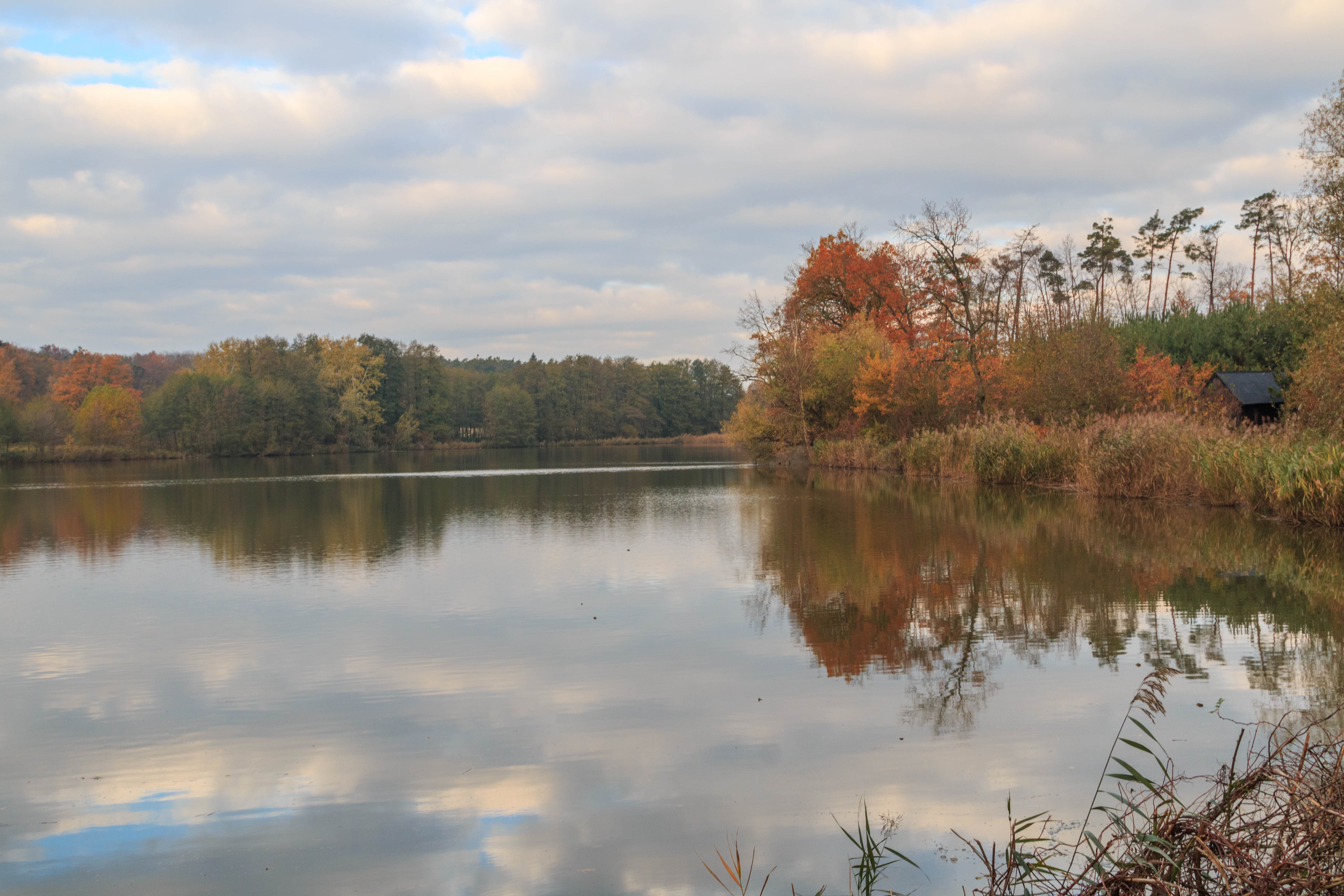
rybník Trhoňka
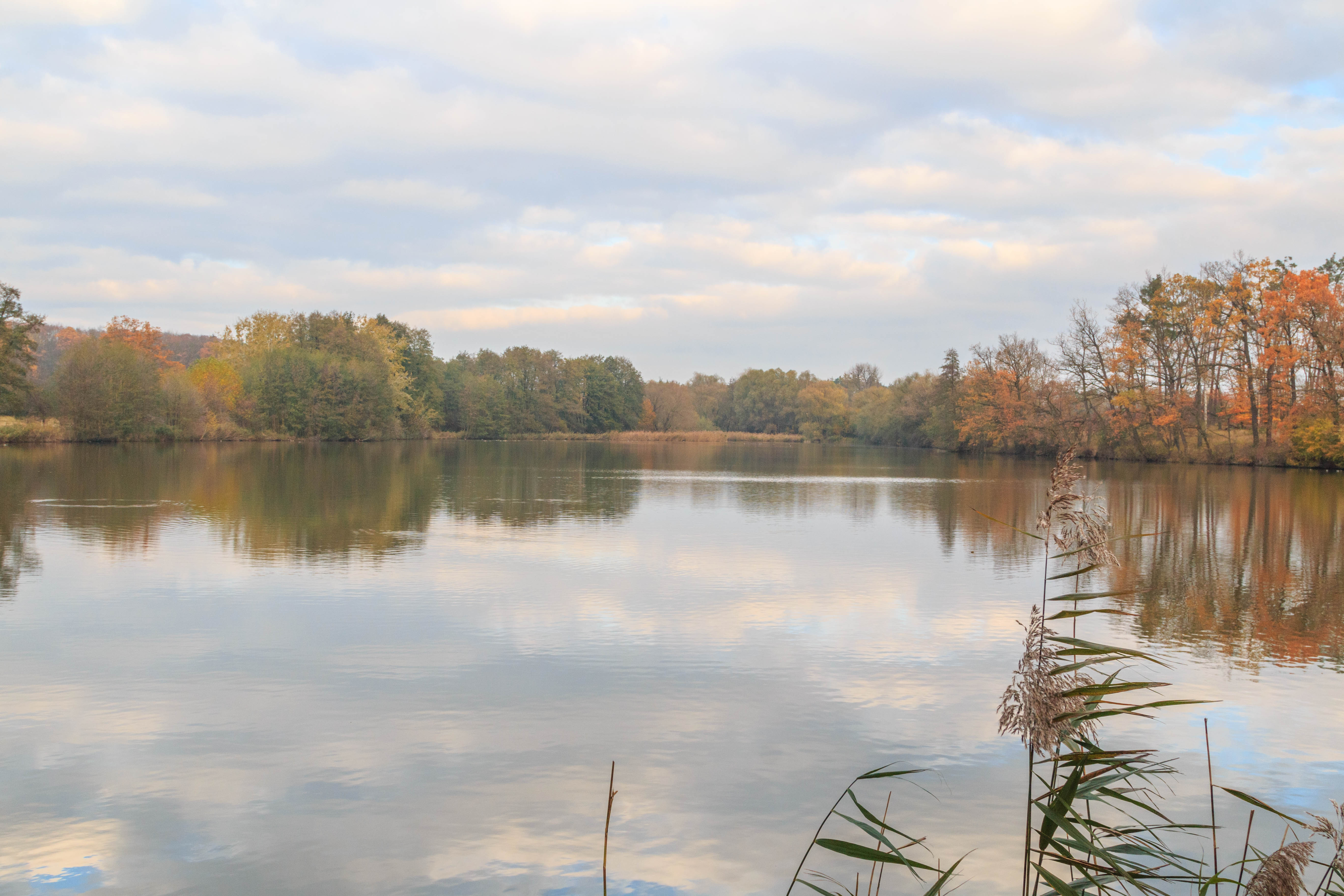
rybník Trhoňka